# أندرو هدسون
أندرو هدسون (17 مارس 1965 في جنوب أفريقيا - ) (بالإنجليزية: Andrew Hudson)‏ هو لاعب كريكت جنوب أفريقي. شارك في دورة ألعاب الكومنولث 1998. وشارك مع منتخب جنوب أفريقيا الوطني للكريكت. أما مع النوادي، فقد لعب مع فريق كوازولو ناتال للكريكت ‏.

## وصلات خارجية
- أندرو هدسون على موقع إي آس بي آن كريك إنفو (الإنجليزية)
- أندرو هدسون على موقع اتحاد ألعاب الكومنولث (مؤرشف) (الإنجليزية)